# يكاوية
اليكاوية (الاسم العلمي: Yucceae) هي قبيلة من النباتات تتبع الفصيلة الهليونية من رتبة الهليونيات.

## أجناس اليكاوية
- اليكة